# Полимерные плёнки
Полимерные плёнки имеют толщину от нескольких микрометров до 0,25 мм.

## Производство
Получение следующими способами:
1. экструзией  расплавов полимеров (полистирола, полиэтилена, полипропилена, хлорированных полиолефинов и других полимеров, не подвергающихся деструкции при переходе в вязкотекучее состояние) через фильеры со щелевыми или кольцевыми отверстиями; при этом в первом случае из фильеры выходит изотропная лента бесконечной[уточнить] длины, которую вытягивают в продольном и (или) поперечном направлениях, во втором — рукав, который раздувают сжатым воздухом (плоскостная ориентация);
2. из растворов полимеров (например, эфиров целлюлозы, ацетатов), которые через фильеру наносят на движущуюся ленту или барабан (сухое формирование) либо направляют в осадительную ванну (мокрое формирование); структуру и свойства плёнок регулируют скоростью испарения растворителя, составом и температурой ванны; сформированную плёнку часто пластифицируют, а затем высушивают;
3. каландрованием пластифицированных полимеров (главным образом поливинилхлорида).

## Применение
Применение: основа (подложка) для кино- и фотоплёнок, магнитных лент; гидроизоляция и декоративный материал в строительстве; для укрытия теплиц и почвы в сельском хозяйстве; электроизоляция и упаковочный материал; для ламинирования полиграфической продукции; светофильтры и др.